# Pierre Le Bastart de Villeneuve
 (juillet 2017).
Si vous disposez d'ouvrages ou d'articles de référence ou si vous connaissez des sites web de qualité traitant du thème abordé ici, merci de compléter l'article en donnant les références utiles à sa vérifiabilité et en les liant à la section « Notes et références ».
Pierre Le Bastart de Villeneuve est un homme de lettres et historien français.

## Publications
- André Désilles : un officier dans la tourmente révolutionnaire, Paris, Nouvelles éditions latines, 1977  (ISBN 2-7233-0025-0).
- Le Vrai Limoëlan, de la machine infernale à la visitation, Paris, Beauchesne, 1984  (ISBN 2-7010-1081-0), prix Thérouanne de l'Académie française en 1985.